# كلينت فريزر
كلينت فريزر (بالإنجليزية: Clint Frazier)‏ هو لاعب كرة قاعدة أمريكي، ولد في 6 سبتمبر 1994 في ديكاتور في الولايات المتحدة.

## وصلات خارجية
- كلينت فريزر على موقع دوري كرة القاعدة الرئيسي (الإنجليزية)
- كلينت فريزر على موقعبيزبول رفرنس.كوم (الدوري الرئيسي) (الإنجليزية)
- كلينت فريزر على موقعبيزبول رفرنس.كوم (الدوري الثانوي) (الإنجليزية)
- كلينت فريزر على موقع إي إس بي إن.كوم (أم.أل.بي) (الإنجليزية)
- كلينت فريزر على موقع مشجعي الرسوم البيانية (الإنجليزية)